# Sangen om Taigaen
Sangen om Taigaen (russisk: Сказание о земле Сибирской) er en sovjetisk film fra 1948 produceret af Mosfilm og instrueret af Ivan Pyrjev. Det er Sovjetunionens anden farvefilm (den første var Stenblomsten).
Det er en musicalfilm i den sovjetiske stil og beskriver udviklingen af Sibirien.
Filmen havde dansk premiere i december 1948.

## Medvirkende
- Vladimir Druzjnikov som Andrej Balasjov
- Marina Ladynina som Natasja Malinina
- Boris Andrejev som Jakov Burmak
- Vera Vasiljeva som Nastenka Gusenkova
- Sergej Kalinin som Kornej Nefedovitj Zavorin